# Dewi

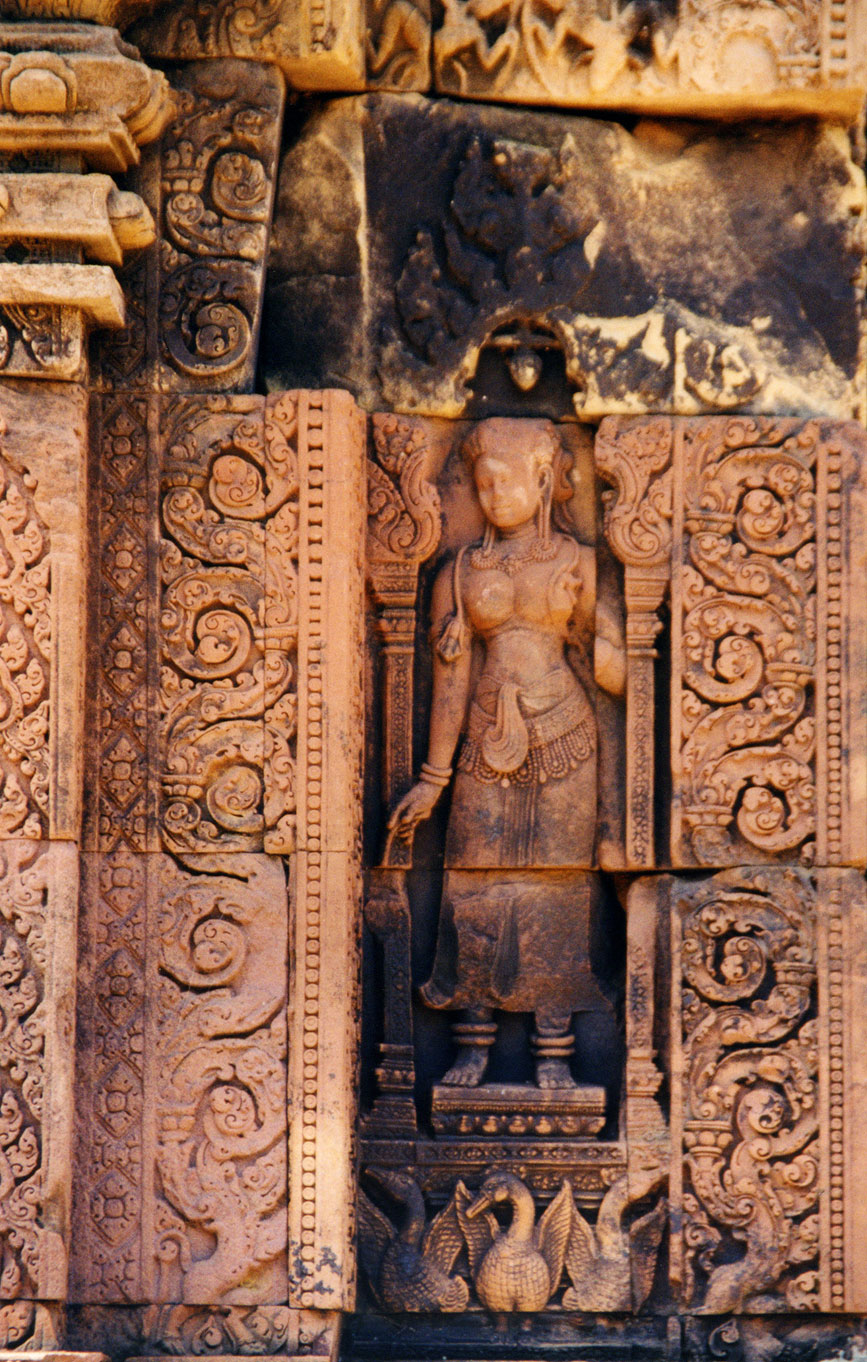
Dewi w Angkor

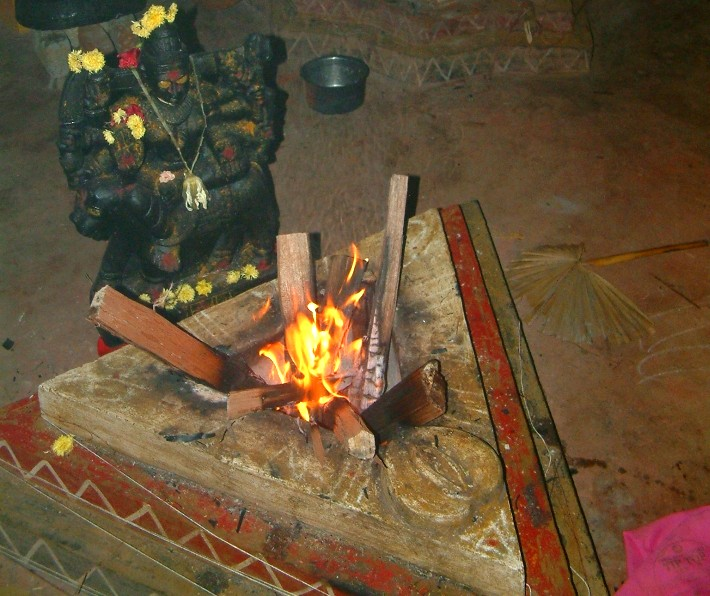
Ofiara ognia na cześć Dewi

Dewi (devanagari: देवी ; „Bogini”), Śri Devi – imię, którym nazywane są często wszystkie bóstwa żeńskie panteonu hinduistycznego, jako różne aspekty tej samej bogini. Dewi często uważana jest za główne bóstwo na równi z Wisznu i Śiwą. Jest bóstwem dobrotliwym jako Parwati, lub traktowana jest całkowicie niezależnie, a wówczas górę biorą jej groźniejsze aspekty w postaci Durgi i Kali.
Dewi (i jej różne postacie) czczona jest w odłamie hinduizmu zwanym śaktyzmem.
Szczyt kultu Dewi w Indiach przypadł na średniowiecze, co wiązało się z rozkwitem tantryzmu. Później jednak jej kult zaczął coraz bardziej tracić popularność na rzecz wisznuizmu. Jednak, razem z geograficznym rozprzestrzenianiem się tantryzmu z Indii na północny wschód różne przedstawienia Dewi (ale w zmienionej postaci) trafiły do Tybetu, Chin, a nawet do Japonii, a także do państw Azji Południowo-Wschodniej.
Obecnie w Indiach śiaktyjski kult Dewi najbardziej żywy jest głównie w Indiach wschodnich – Asam i Bengal, na wsiach (na ogół każda wieś czci swą ulubioną formę Dewi).
Jednym z najstarszych symboli bogini jest trójkąt.